# Historia del ferrocarril en Japón

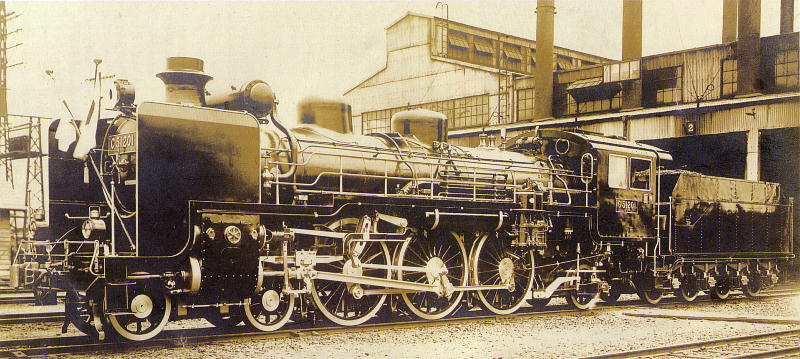
Locomotora C51, hacia 1940

La historia del transporte ferroviario en Japón comienza a finales del período Edo y se extiende hasta nuestros días. Desde entonces, el ferrocarril se ha convertido en uno de los elementos más importantes de la sociedad y la economía niponas. Su historia se puede dividir en cuatro etapas principales:
- Desde 1872, con la apertura la primera línea entre Tokio y Yokohama, hasta 1906, tras el final de la guerra ruso-japonesa;
- Desde de la nacionalización de ferrocarriles de 1906-1907 hasta el final de la Segunda Guerra Mundial en 1945;
- Desde la creación de los Ferrocarriles Nacionales Japoneses (JNR) en 1949 hasta la reprivatización de los ferrocarriles en 1987;
- Desde la privatización de la JNR en 1987 hasta la actualidad, con la presencia del grupo Japan Railways.

## Etapa temprana

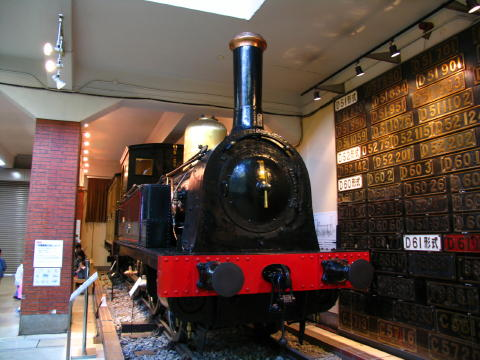
N.º 1, una de las primeras locomotoras del tipo 150, fabricadas en Gran Bretaña.

Aunque la existencia del ferrocarril era conocida en Japón a través de los comerciantes holandeses en Dejima (Nagasaki), el impacto del modelo de los ferrocarriles traído al país nipón por extranjeros como Yevfimy Putyatin y Matthew Calbraith Perry fue enorme. Los británicos también habían expuesto el funcionamiento de una locomotora de vapor en Nagasaki. El Dominio de Saga, un dominio feudal japonés (Han), llegó a construir una locomotora e incluso planeó construir una línea ferroviaria por sí mismo. Otros dominios feudales y el Shogunato Tokugawa también se plantearon la posibilidad de construir un ferrocarril. Sin embargo, habría que esperar hasta la Restauración Meiji para que se produjera la entrada en servicio de una línea férrea.

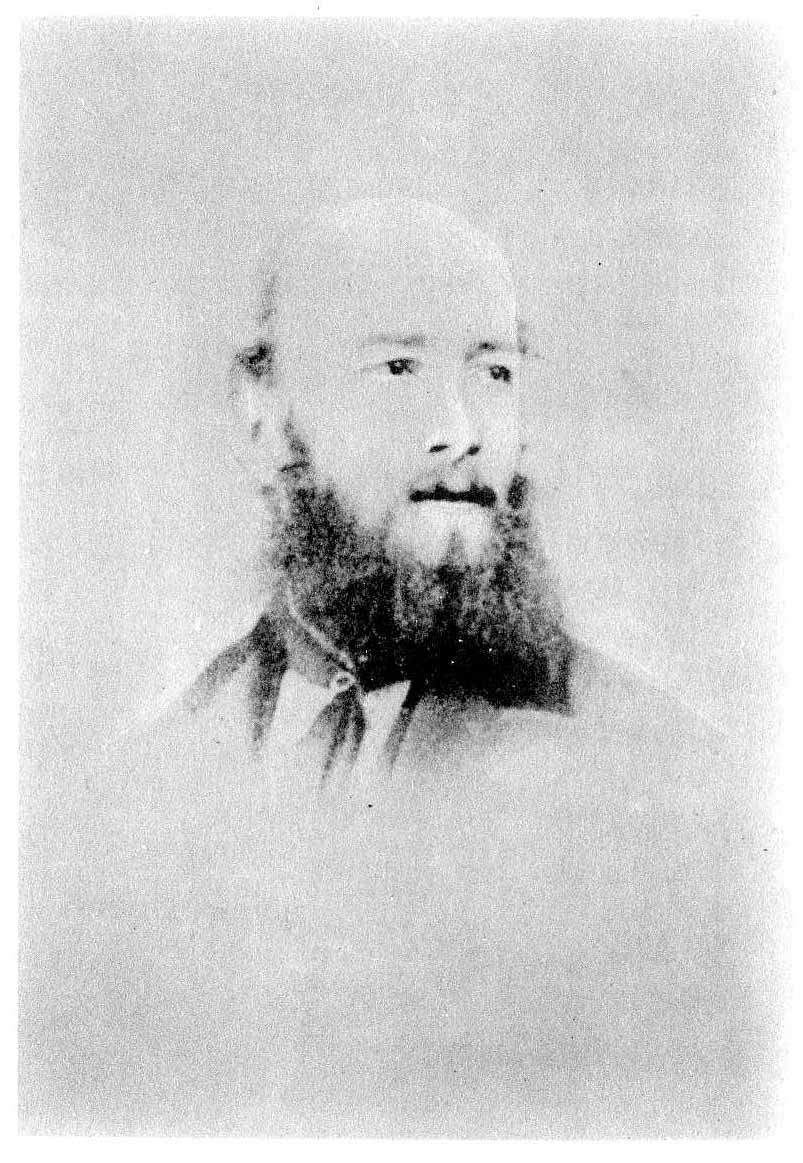
Briton Edmund Morell, quien fuera el primer Ingeniero en Jefe de los Ferrocarriles Gubernamentales; reconocido como el padre de los ferrocarriles japoneses

Justo antes de la caída del shogunato, el régimen Tokugawa emitió una subvención al diplomático estadounidense Anton LC Portman para construir una línea de Yokohama a Edo (que pronto será rebautizada Tokio). En 1868 Thomas Blake Glover, un comerciante escocés, fue el responsable de traer la primera locomotora de vapor de Japón llamada "Iron Duke", que fue probada en una pista de 8 kilómetros en el distrito de Nagasaki. El nuevo gobierno de Japón decidió construir un ferrocarril con financiación británica y 300 asesores técnicos británicos y europeos entre ingenieros civiles, directores generales, constructores de locomotoras y conductores. El 14 de octubre de 1872, el primer ferrocarril fue abierto entre la estación de Shimbashi (más tarde Shiodome) y la estación de Yokohama (actualmente Sakuragicho). El viaje de ida tomaba 53 minutos en comparación con 40 minutos para un tren eléctrico moderno. El servicio empezó con nueve viajes de ida y vuelta al día.
El ingeniero inglés Edmund Morell (1841-1871) supervisó la construcción del primer ferrocarril de Honshu durante el último año de su vida, el ingeniero estadounidense José U. Crowford (1842-1942) supervisó la construcción de un ferrocarril en una mina de carbón en Hokkaido en 1880, y el ingeniero alemán Herrmann Rumschottel (1844-1918) supervisó la construcción del ferrocarril en Kyushu a partir de 1887. Los tres ingenieros extranjeros capacitaron a ingenieros japoneses para llevar a cabo futuros proyectos ferroviarios. Dos hombres entrenados por Crowford más tarde se convirtieron en presidentes de los ferrocarriles nacionales del Japón. Un busto de bronce de Morel en Yokohama, una estatua de bronce de Crowford en el Temiya train memorial museum, y un busto de Rumschottel en Hakata conmemoran las contribuciones de los ingenieros extranjeros a los ferrocarriles de Japón. La razón de la elección del ancho de vía en el ferrocarril sigue siendo incierto; esto podría deberse a que el ancho de 1.067 m se suponía que era más barato a diferencia de ancho de vía estándar de 1.435 m, o porque el primer agente británico (cuyo contrato fue más tarde cancelado) ordenó los durmientes de hierro de ese tamaño. Probablemente la construcción anterior del ferrocarril de vía similar en Nueva Zelanda puede haber ejercido una influencia significativa. De todos modos la decisión aún afecta a los ferrocarriles japoneses hoy en día, donde la vía estrecha se convirtió en el estándar de facto.
Algunos políticos, como Inoue Masaru, declararon que todas las líneas ferroviarias debían ser nacionalizadas. Sin embargo, el gobierno poco se esforzó financieramente después de la Rebelión Satsuma, haciendo que la expansión de la red ferroviaria terriblemente lenta. Los políticos entonces optaron por permitir a las empresas privadas construir ferrocarriles. Por lo tanto, Nippon Railway fue fundada; era una entidad privada, pero intensamente llevó a cabo los proyectos de construcción del gobierno. Se expandieron líneas ferroviarias con bastante rapidez, completando la línea principal entre Ueno y Aomori (actualmente es la línea Tohoku Main Line) en 1891. Con el éxito de Nippon Railway, también se fundaron otras empresas privadas: Sanyō Railway, Kyūshū Railway, Hokkaidō Colliery and Railway (El ferrocarril de la mina de carbón de Hokkaidō) y Kansai Railway fueron llamados los "cinco grandes ferrocarriles privados" del momento. Al mismo tiempo, en 1889, la empresa nacional de ferrocarriles abría sus primeras líneas ferroviarias, incluida la actual línea principal de Tōkaidō, pero la mayoría de sus líneas eran subsidiarias a las principales líneas privadas. En 1892, la Dieta Imperial promulgó la Ley de Construcción de Ferrocarriles, donde aparecían las 33 rutas ferroviarias que deberían ser construidas por el gobierno o entidades privadas.
Además, algunos operadores comenzaron a utilizar unidades eléctricas múltiples o EMU en vez de locomotoras, para el transporte interurbano. Muchas de estas compañías de ferrocarril, siguiendo el modelo de los interurbanos en los Estados Unidos, dieron origen a los operadores ferroviarios privados actuales.

## Durante elsigloXX

### Desarrollo previo a la guerra
Las locomotoras de los primeros ferrocarriles fueron construidos por lo general en el país que los diseñó. Los primeros ferrocarriles en Honshu utilizaron locomotoras construidas en el Reino Unido. Locomotoras de Estados Unidos llegaron a Hokkaido en 1888 y locomotoras de Alemania llegaron a Kyushu en 1889. FH Trevithick y su hermano Richard Francis Trevithick diseñaron la primera locomotora a fabricar en Japón en 1893. Los fabricantes japoneses inicialmente dependían en gran medida de las piezas de locomotoras importadas. JNR dejó de importar locomotoras en 1912. A partir de entonces, con la excepción de unas pocas locomotoras experimentales fabricadas por Orenstein y Koppel o American Locomotive Company, las locomotoras de JNR fueron diseños construidos por fabricantes japoneses.
Las compañías ferroviarias privadas fueron los principales actores en las primeras etapas del ferrocarril japonés; sin embargo, después de la primera guerra sino-japonesa y la guerra ruso-japonesa, el gobierno planeaba controlar directamente la red ferroviaria y unificarla con fines estratégicos. En 1906, en la Ley de Nacionalización de Ferrocarriles se promulgó la nacionalización de muchas líneas ferroviarias troncales. A partir de este momento, la empresa nacional de ferrocarriles se convirtió en la principal red ferroviaria japonesa.
Sin embargo, después de haber usado su dinero para la nacionalización, el gobierno no tenía suficiente dinero para ampliar aún más la red a las zonas rurales. Se creó la Ley Tren Ligero, donde se promovía que los operadores privados más pequeños construyeran ferrocarriles ligeros (軽便鉄道 Keiben Tetsudo?).

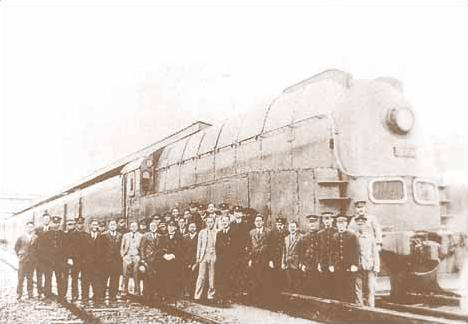
Ferrocarril del Sur de Manchuria.

Los operadores ferroviarios privados más grandes, en cambio, desarrollaron aún más su modelo de negocio interurbano. La Hanshin Electric Railway Express (el actual ferrocarril de Hankyu ) construyó su propia tienda departamental conectada a su terminal, dicho modelo de gestión todavía se utiliza hoy en día. A diferencia de los operadores interurbanos en Estados Unidos, quienes electrificaron sus unidades desde los años 1910, las contrapartes japonesas no habrían experimentado el fenómeno sino hasta 1960, dándoles un desarrollo estable y permitiendo su supervivencia hasta la actualidad.
Como dentro de las ciudades se requerían modelos masivos y rápidos de tránsito, el primer metro en el Este de Japón (la actual Tokio Metro Ginza Line) abrió sus puertas en 1927. Los primeros trolebuses en el país aparecieron en 1928.
En los territorios que el imperio japonés controlaba en el momento, los ferrocarriles en Corea, Taiwán y Sajalín fueron construidas por los japoneses. En Manchukuo, una nación títere del noreste de China prácticamente controlado por los japoneses, el Ferrocarril del Sur de Manchuria operó su red ferroviaria.
Uno de los logros de este período en la tecnología ferroviaria fue el acoplamiento de locomotoras y vagones a través del sistema de enganches automáticos. Este trabajo se logró en julio de 1925 (en Honshū y Kyūshū) después de una considerable preparación. El 1 de abril de 1930, el Ministerio de Ferrocarriles adoptó el sistema métrico decimal, en sustitución del sistema británico imperial, para la medición de los ferrocarriles.

### Situación bélica

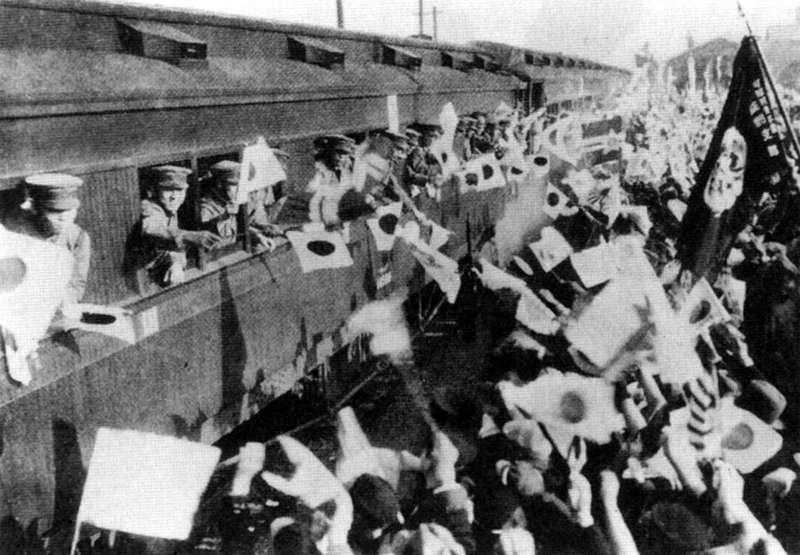
Soldados despidiéndose de sus familias antes de partir al frente.

Después del inicio de la segunda guerra sino-japonesa y de la Segunda Guerra Mundial, la nación, incluyendo los ferrocarriles, quedaron bajo el control militar. En 1938, el gobierno decidió unificar los ferrocarriles privados en bloques regionales, aumentando el tamaño de algunas compañías tal y como la Tokyo Kyuko Electric Railway o la Kinki Nippon Railway (Kintetsu) de Kansai. También fue durante la época bélica cuando se produjo una segunda ola de nacionalización de ferrocarriles: 22 compañías ferroviarias fueron adquiridas por el gobierno de forma forzosa entre 1943 y 1944. Pero al contrario de la primera ola de 1906-1907 durante la cual las líneas troncales quedaron integradas bajo el control gubernamental, la segunda ola se dirigió principalmente a los ferrocarriles de tipo industrial. Aquellas líneas adquiridas incluían las líneas Tsurumi, Hanwa e Iida.
El 29 de enero de 1940 el incendio de un tren en la Estación de Ajikawaguchi de la línea Nishinari acabó provocando 189 muertos. Este es considerado el accidente ferroviario que más muertos ha provocado en la historia de Japón, aunque la cifra de muertos de otro accidente ocurrido en 1945 en la Línea Hachikō posiblemente fue subestimado y podría superar a este.
El 11 de octubre de 1942 el Ministerio de Ferrocarriles adoptó el sistema horario de 24 horas en el sistema de cronometraje de los trenes para su uso militar. A partir de 1943 los ferrocarriles nacionales restringieron de forma importante los servicios ordinarios de pasajeros, dando prioridad a los transportes militares. En 1944 la situación bélica obligó a eliminar todos los trenes expresos, vagones de 1.ª clase, coches-restaurantes y coches-cama. Bajo la Ordenanza para la recolección de metales (金属類回収令 Kinzokurui Kaishū Rei?), algunos operadores ferroviarios fueron obligados a eliminar los raíles de aquellos tramos en que hubiera doble vía e incluso algunos operadores fueron forzados a suspender sus actividades con el fin de satisfacer la demanda militar con el acero de raíles retirados de las vías.
La guerra, y particularmente los bombardeos estratégicos de los Estados Unidos, provocaron graves daños en la infraestructura ferroviaria japonesa. El peor caso se dio en Okinawa, que tras la contienda perdió por completo sus ferrocarriles hasta la inauguración en 2003 del Yui Rail. Sin embargo, en la mayoría de los casos los ferrocarriles reanudaron sus operaciones con bastante rapidez. En el caso de Tokio, algunas líneas de los ferrocarriles nacionales reanudaron inmediatamente sus servicios después de los bombardeos del 10 de marzo de 1945. La Línea principal de Sanyō reanudó sus operaciones dos días después del bombardeo atómico de Hiroshima (6 de agosto de 1945), mientras que los tranvías de Hiroshima reanudaron sus operaciones tres días después.

### La recuperación y el desarrollo de posguerra
A los Ferrocarriles japoneses todavía les llevó un tiempo más el recuperarse completamente de los daños de la guerra. Justo después de la derrota japonesa, debido a la falta de materiales, las instalaciones e infraestructuras no recibieron un mantenimiento adecuado. Esta carestía también implicó que la población tuviera que comprar al por mayor todo el tiempo, lo que a su vez significó un rápido aumento de los pasajeros ferroviarios. Sin embargo, debido a la falta crónica de carbón los servicios ferroviarios fueron aún más reducidos que durante la época bélica. Esta situación acabó dando lugar al hacinamiento de los pasajeros en los escasos trenes que circulaban, y también a un gran número de accidentes ferroviarios. Por otro lado, los transportes militares norteamericanos fueron considerados como prioritarios por el Comando Supremo de las Fuerzas Aliadas (CSFA), con la circulación de trenes expresamente destinados al personal aliado.
En 1949, bajo una directiva del CSFA, los Ferrocarriles japoneses, que hasta entonces habían estado operados directamente por el Ministerio japonés de transportes, fueron reorganizados en la nueva compañía Ferrocarriles Nacionales Japoneses (JNR).
A partir de los años 50, la electrificación de las líneas principales comenzó a progresar rápidamente. La electrificación de la Línea principal Tōkaidō fue completada en 1956, mientras que la Línea principal Sanyō lo fue en 1964 y la Línea principal Tōhoku en 1968. Ya en 1954 el gobierno decidió abolir la tracción vapor, aunque las locomotoras de vapor permanecerían en servicio hasta 1976. Fue también en esta época que muchos trenes pasaron del sistema tradicional de quema de carbón a la creación de nuevas unidades diésel o eléctricas del tipo EMU y DMU. Los "Nuevos trenes de rendimiento" (新性能電車 Shin-seinō densha?), como los trenes de la serie EMU 101 desarrollados en 1957 que simbolizaban el fenómeno. Los años 60 vieron una gran mejora de la economía japonesa, el denominado "Milagro japonés", y esta bonanza incluyó también al ferrocarril. El 1 de octubre de 1964 se produjo la inauguración del servicio alta velocidad Shinkansen, concretamente la del Tōkaidō Shinkansen, que también coincidió con los Juegos Olímpicos de Tokio 1964. Muchos nuevos servicios expresos y trenes nocturnos también comenzaron a circular a través del país, lo que dio inicio a una edad de oro de los ferrocarriles japoneses. Al mismo tiempo, sin embargo, se produjo en Japón un importante aumento del número de automóviles en circulación, por lo que los tranvías de las ciudades fueron consideradas como un estorbo para los coches. Rápidamente desaparecieron, siendo sustituidas por las nuevas redes de ferrocarriles metropolitanos. El Monorriel del Zoo de Ueno abrió sus puertas en 1957, convirtiéndose en el primer monorriel del país.

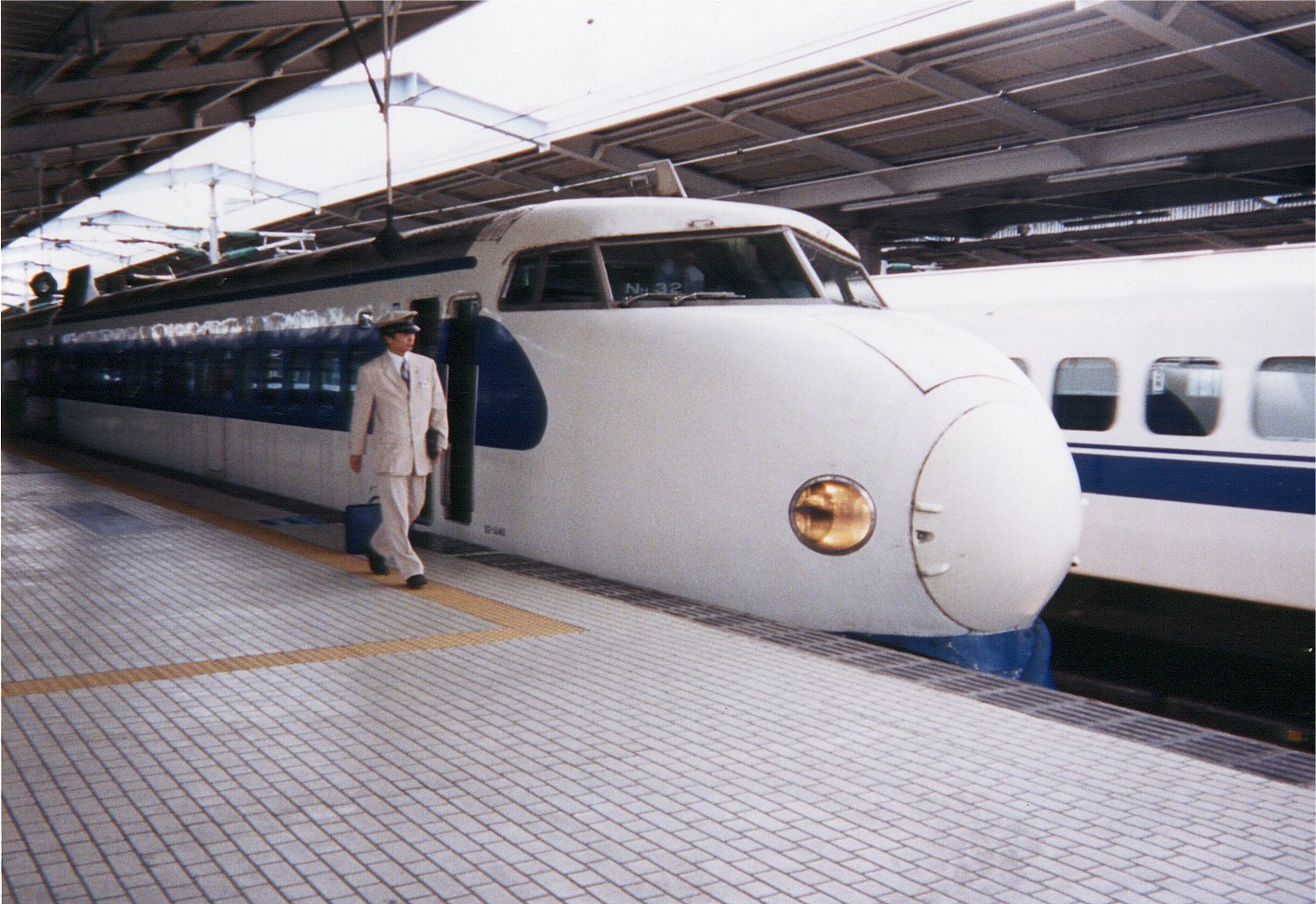
El Tōkaidō Shinkansen inició operaciones en 1964.

Debido a la expansión económica, el número de usuarios de los ferrocarriles creció rápidamente, especialmente en el área metropolitana de Tokio. La JNR trató de aumentar su capacidad de transporte a través de la denominada "Five Directions of Commuting Campaign" (通勤五方面作戦 Tsūkin Go-Homen Sakusen?), un programa que buscaba rehabilitar las cinco principales líneas ferroviarias de la zona, convirtiéndolas en líneas de cuatro vías simultáneas. Esto mejoró enormemente la red de la zona, pero, al mismo tiempo, el enorme costo de la reconstrucción elevó desmesuradamente la deuda de la JNR. El costo de la campaña, así como la de la construcción de otros nuevos ferrocarriles y líneas Shinkansen, solo aumentó aún más la elevada deuda. De hecho, desde la apertura del Tōkaidō Shinkansen en 1964, las cuentas de la compañía estuvieron en números rojos.
Además, los constantes enfrentamientos entre los sindicatos ferroviarios y la empresa eran graves, produciéndose numerosas huelgas en estos años. Desde el 26 de noviembre al 3 de diciembre de 1975 los sindicatos ferroviarios emprendieron una huelga de 8 días de duración que acabó en un importante fracaso. El 29 de noviembre de 1985 algunos militantes de los sindicatos ferroviarios, que se oponían a la privatización de la JNR, sabotearon los cables de 33 puestos de señales a lo largo de la línea ferroviaria entre Tokio y Osaka, llegando a provocar disturbios en la Estación de Asakusabashi en Tokio.
En 1987 la deuda de la JNR alcanzó la cifra de 27 billones de yenes (280.000 millones en 2009 según las tasas de cambio), mientras que la empresa estaba gastando 147 yenes por cada 100 que ganaba. Por una ley de la Dieta de Japón, el 1 de abril de 1987 la JNR fue privatizada y dividida en siete compañías ferroviarias (6 de pasajeros y una de mercancías) que fueron colectivamente denominadas como Grupo Japan Railways.

## Actualidad

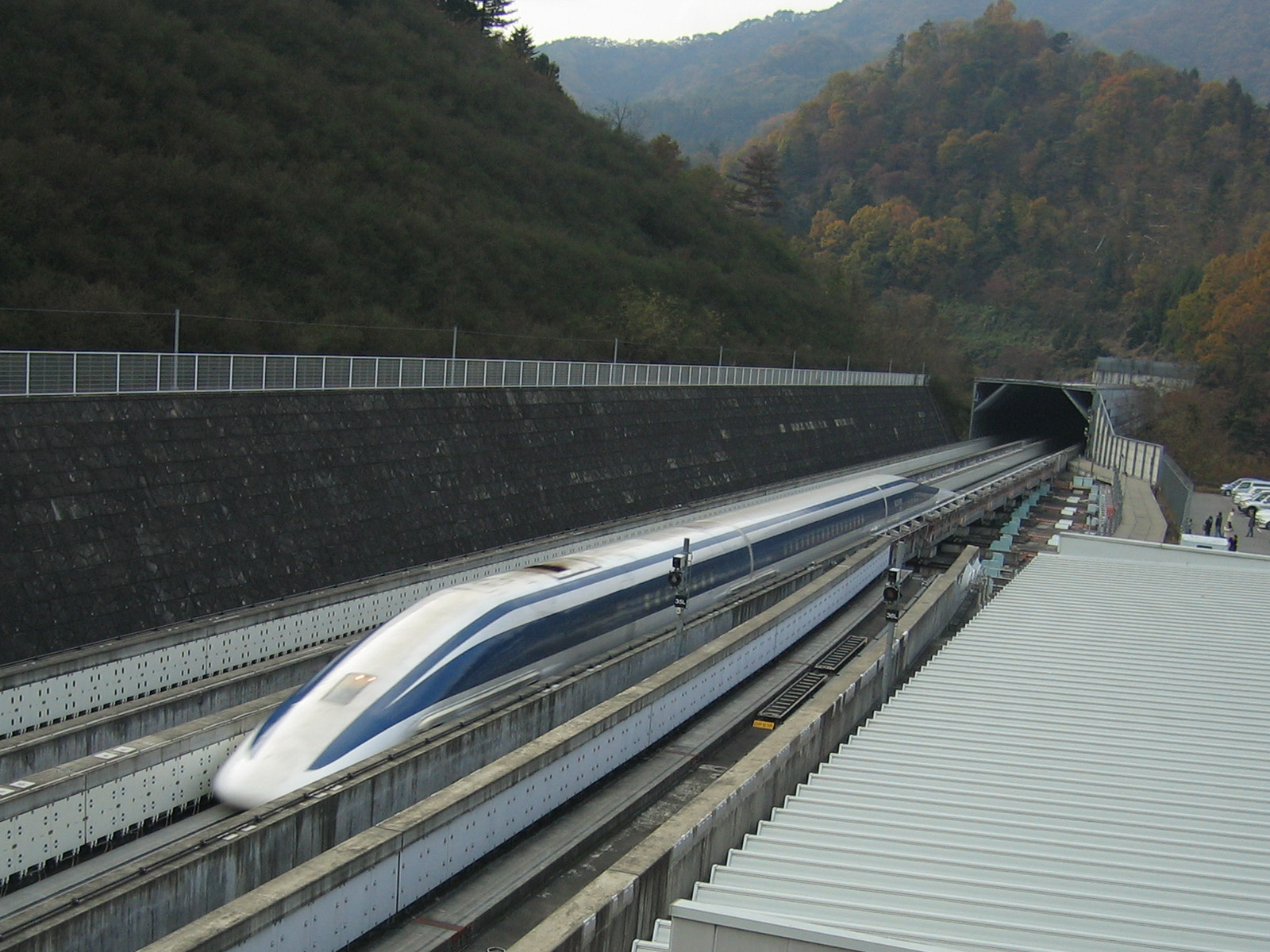
Un tren JR-Maglev en pruebas en la pista de pruebas maglev de Yamanashi.

Después de la privatización, las empresas JR trataron de renovar sus servicios, algunos de ellos con éxito. Al mismo tiempo, muchas líneas locales con demandas menores han cerrado, ya que JR ahora son empresas privadas. Décadas después de la motorización, los ferrocarriles en zonas rurales, a menudo incómodos y con servicios poco frecuentes, se hicieron menos importantes para los lugareños. La participación relativa de los ferrocarriles en total de kilómetros de pasajeros se redujo de 66,7 % en 1965 a 42 % en 1978 y al 29,8 % en 1990.
Además, la feroz competencia entre los operadores ferroviarios puso un gran énfasis en la eficiencia, posiblemente más que la seguridad. Algunos piensan que el accidente ferroviario de Amagasaki en 2005, que mató a más de 100 pasajeros, es el resultado de esa tendencia.
El transporte por ferrocarril en Japón no solo debe su fama a la eficiencia, la capacidad, la puntualidad, y la tecnología. La apertura del túnel Seikan y el gran puente de Seto unieron las cuatro principales islas de Japón mediante tren en 1988. El JR-Maglev, un sistema maglev en pruebas, logró alcanzar el récord mundial de velocidad de 581 km/h en 2003, si bien es mucho más lento que Linimo, quien debutara en 2005 como el primer metro maglev del mundo.
El desarrollo de Japón en el siglo XX es análogo a la de su transporte por ferrocarril. A lo largo de los tiempos, el ferrocarril ha sido el medio de transporte más importante en el país, y todavía lo es en las ciudades más grandes. Como muchas de las ciudades suburbanas japonesas fueron desarrolladas por los operadores ferroviarios, su importancia es indiscutible y algo único en el mundo.

## Cronología

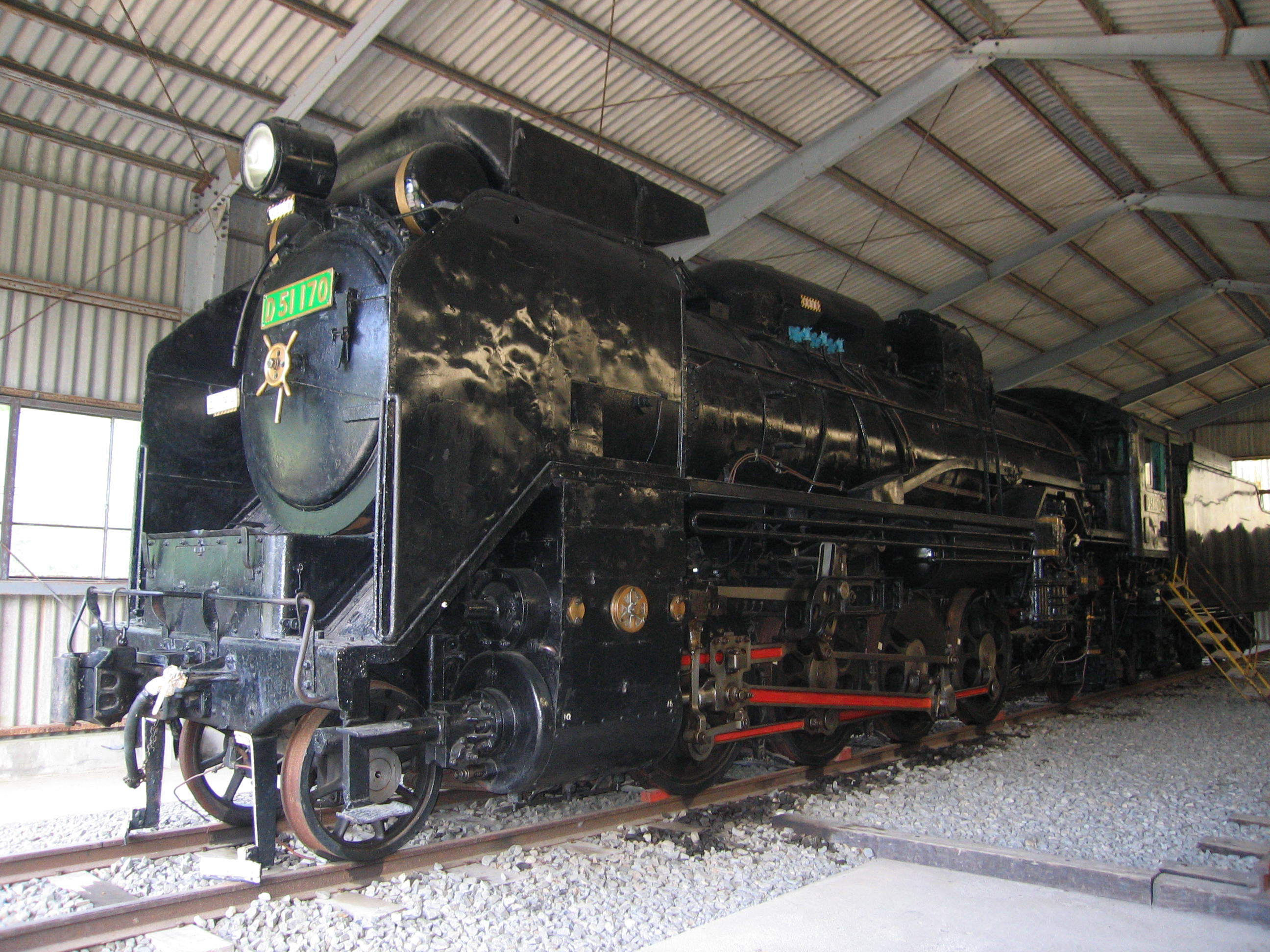
La D51 debutó en 1936, y es la locomotora de vapor que más producción en serie tuvo en Japón con 1.115 unidades.

- 1872: Apertura del primer ferrocarril entre Shimbashi (Tokio) y Yokohama; Creación de los Ferrocarriles del gobierno japonés.
- 1881: Fundación de Nippon Railway, la primera compañía ferroviaria privada de Japón.
- 1882: Inició de actividad del Horonai Railway, primera compañía ferroviaria en Hokkaidō.
- 1888: Apertura de Iyo Railway, primera compañía en Shikoku.
- 1889: Apertura de Kyūshū Railway, primera compañía en Kyūshū; Fin de la construcción de la Línea Principal de Tōkaidō.
- 1892: Promulgación de la Ley de Construcción de Ferrocarriles.
- 1893: Entrada en servicio de la locomotora de vapor Class 860, la primera locomotora construida en Japón.
- 1895: Inauguración del primer tranvía de Japón en Kioto.
- 1895: Adquisición japonesa de los ferrocarriles en Taiwán.
- 1899: Inauguración del Ferrocarril Keijin, primer ferrocarril en Corea.
- 1906: Inauguración del primer ferrocarril en Karafuto.
- 1906: Fundación de la Compañía del Ferrocarril del Sur de Manchuria.
- 1906–1907: Ley de Nacionalización de 17 ferrocarriles privados.
- 1910: Promulgación de la Ley sobre el tren ligero.
- 1914: Apertura de la Estación de Tokio.
- 1925: Introducción de la tecnología de enganches automáticos en la red nacional nipona.
- 1925: Inauguración de la Línea Yamanote.
- 1927: Apertura del metro de Tokio, el primer metro de toda Asia.
- 1930: Adopción del sistema métrico decimal.
- 1934: Entrada en servicio del Asia Express en Manchukuo, en su época el tren más rápido de Asia.
- 1941: Ataque de Pearl Harbour; Japón entra en la Segunda Guerra Mundial.
- 1943-1944: Segunda gran nacionalización de ferrocarriles decretada por el Gobierno nipón.
- 1945: Rendición de Japón y final de la contienda; los ferrocarriles nipones se hallan gravemente dañados.
- 1949: Fundación de los Ferrocarriles Nacionales Japoneses (JNR).
- 1956: Se completa la electrificación de la línea principal de Tōkaidō.

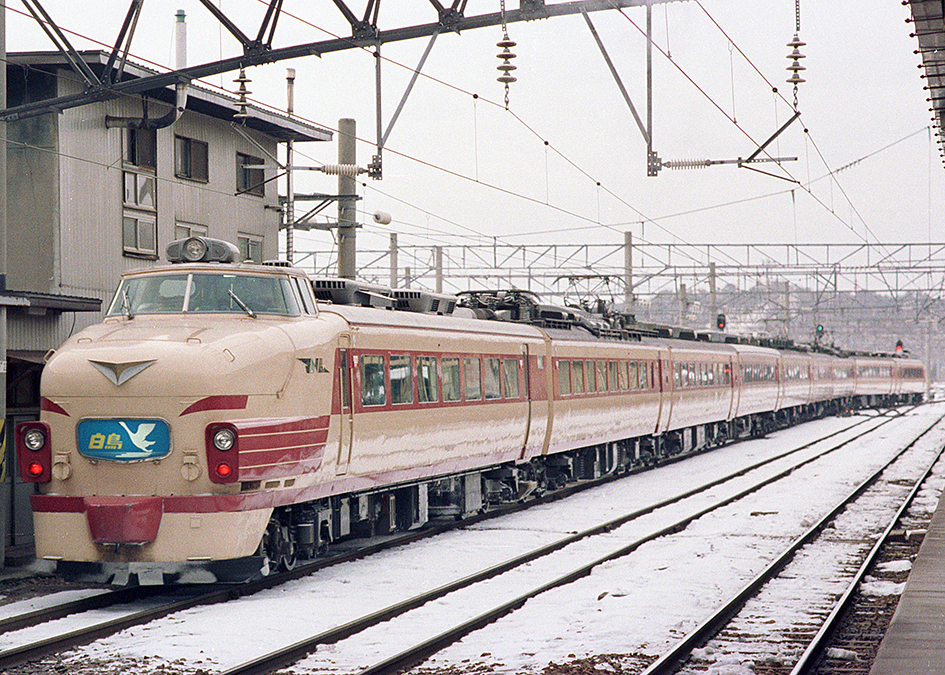
El Kodama fue el primer tren EMU del tipo "limited express" de la JNR, debutando en 1958 en el enlace Tokio-Osaka.

- 1957: Apertura del Monorrail del Zoológico de Ueno, el primero de todo Japón.
- 1958: Kodama, el primer EMU expreso entre Tokio y Osaka.
- 1960: Entrada en servicio del Hatsukari, la primera DMU exprés, que opera entre Ueno y Aomori.
- 1962: Accidente ferroviario de Mikawashima, en cual 160 personas fallecieron y 296 quedaron heridos.
- 1963: Accidente ferroviario de Yokohama, con un saldo de 161 fallecidos.
- 1964: Apertura de la primera línea Shinkansen entre Tokio y Osaka.
- 1972: Inauguración del Museo de la Locomotora de vapor de Umekōji, situado en Kioto.
- 1975: Retirada de las locomotoras de vapor de todos los servicios de JNR (no completada hasta 1976).
- 1980: Promulgación de la Ley de Reconstrucción de JNR; las líneas poco rentables van a ser abandonadas.
- 1987: Privatización de la JNR, que es sucedida por el Grupo Japan Railways.
- 1988: Apertura del Túnel Seikan (conectando Honshū y Hokkaidō), y del Gran puente de Seto (conectando Honshū y Shikoku).
- 2005: Accidente ferroviario de Amagasaki, considerado uno de los más graves, con un saldo de 107 muertos y 562 heridos.